# SHINE'S
SHINE'S（シャインズ）は、杉村太郎と伊藤洋介による二人組。現役のサラリーマンによる音楽ユニットとして話題を集め、テレビ・ラジオなどで活動。歌手活動時のプロデューサーは秋元康。コンビ名は「社員ズ」の意味。1989年メジャー・デビュー。

## メンバー
- 杉村太郎 - 住友商事を経て大東京火災海上保険勤務。
- 伊藤洋介 - 山一證券を経て森永製菓勤務。

## ディスコグラフィ
シングル
- 私の彼はサラリーマン（1989年10月21日）
- わかっちゃいるけどLOVE SONG（1990年3月21日）
- 私は課長（1990年6月21日）
- 転職のうた（1991年8月21日）

アルバム
- 上司は選べない（1990年3月21日）
  - 映画『おじさん改造講座』主題歌「アルプスのサラリーマン」「OL白書」収蔵。
- SHINE'S ベスト・コレクション（2008年12月17日）

## 出演

### アニメ
- フリテンくん

### ラジオ
- 腹よじれAGOHAZUSHI連盟
- GO!GO!サタデー スーパーポップ
- SHINE'SのTOKYOカラオケHITクラブ
- はいぱぁナイト

### CM
- ハイチュウ（森永製菓）